# Uniforme escolar inglés

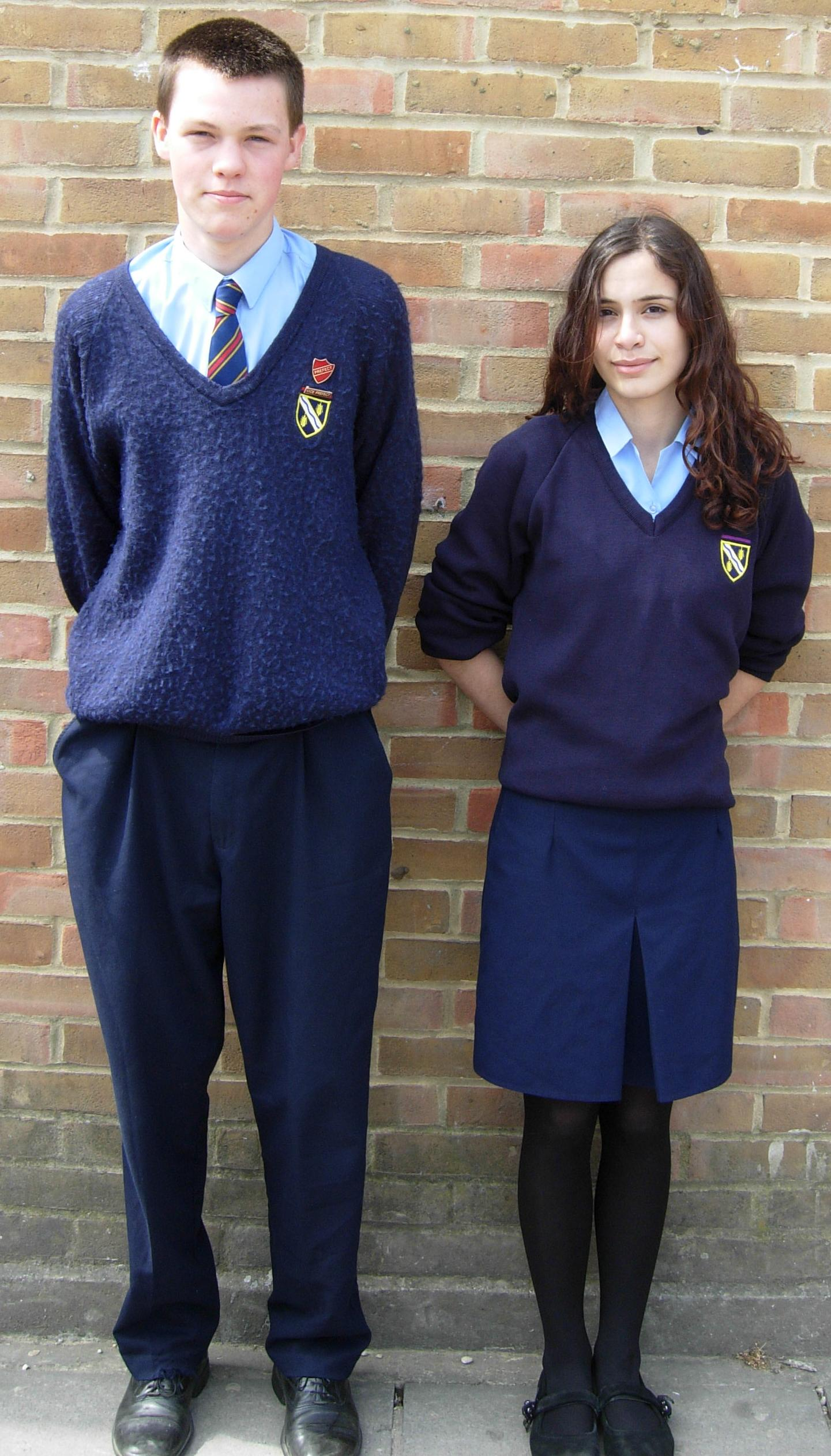
Dos alumnos con el uniforme de Escuela Integral Kennet.

El uniforme escolar en Inglaterra se introdujo por primera vez a gran escala durante el reinado del rey Enrique VIII. Los uniformes de la época fueron mencionados como "bluecoats", ya que consistió en abrigo impermeable al estilo de capa, teñido de azul, ya que este era el tinte más barato disponible para la época y uniformaba la humildad entre los niños. La primera escuela para introducir este uniforme fue el Christ's Hospital (Hospital de Cristo) y es el más antiguo que se usó en una escuela.
En 1870, el acta de Educación Primaria (Primary Education Act) dictó la educación primaria gratuita para todos los niños. La popularidad creciente de los uniformes llevó a que  finalmente, la mayoría de las escuelas lo adoptaran. Durante este período más uniformes reflejan las tendencias de la época, para los muchachos con pantalones cortos y chaquetas hasta aproximadamente la edad de la pubertad y pantalones largos a partir de los 14 o 15 años. Muchas niñas llevaban generalmente la blusa, el vestido de túnica y delantal, que progresó hacia el comienzo del siglo XX al gymslips.
El uso de estos uniformes se prolongó hasta la década de 1950 cuando, después de las reformas Butler, la educación secundaria se hizo libre y la obligación escolar se elevó hasta los 15 años. Estas reformas alentaron a las escuelas a implementar códigos de vestimenta que fueran similares a otras escuelas. Algunas veces se requirieron diferentes uniformes para verano e invierno, especialmente para las niñas, en cuyos casos debían usar vestidos en el verano y gymslip en el invierno.
Hoy en día, el Gobierno considera que los uniformes escolares juegan un papel importante en la contribución a la ética de las escuelas: El Departamento de Niños, Escuelas y Familias alienta fuertemente a las escuelas a tener un uniforme, ya que puede infundir orgullo, promover la conducta positiva y la disciplina, fomentar la identidad y apoyar la ética escolar. También puede garantizar que los alumnos de todas las razas y procedencias se sientan bienvenidos, proteger a los niños de las presiones sociales para vestirse de una manera particular, fomentar la cohesión y promover las buenas relaciones entre los diferentes grupos de alumnos.
Los uniformes escolares deben ser similares para ambos sexos, tener un costo razonable, y tolerar las libertades religiosas, por ejemplo, que permita que los Sikhs lleven turbantes.